# Michael Redd
Michael Redd (* 24. August 1979 in Columbus, Ohio) ist ein ehemaliger US-amerikanischer Basketballspieler. Er spielte 11 Jahre für die Milwaukee Bucks in der nordamerikanischen Profiliga NBA, ebenso wie 1 Jahr für die Phoenix Suns. Der 198 cm große Redd spielte auf der Position des Shooting Guard und gehörte in den 2000er Jahren zu den besten Punktesammlern in der NBA.

## College-Karriere
Redd spielte bis 2000 an der Ohio State University, wo er vornehmlich als Defensivspezialist bekannt war. Er war dort drei Jahre lang bester Offensivspieler. In diesen drei Jahren erreichte er 19,6 Punkte. In seinem zweiten Universitätsjahr (Sophomore) führte er die Ohio State ins Final Four.
Beim NBA Draft 2000 wurde er an der 43. Stelle von den Milwaukee Bucks gedraftet.

## NBA-Karriere
In seinen ersten drei Jahren bei den Bucks war Redd Ersatzmann von Ray Allen, bis jener am 20. Februar 2003 zu den Seattle SuperSonics geschickt wurde.
Nach dem Allen-Trade bekam Redd die Rolle des startenden Shooting Guards und zeigte seitdem eine kontinuierliche Leistungssteigerung. In der Saison 2003/04 wurde er ins East Team des NBA All-Star Games gewählt und nach Saisonende ins All-NBA Third Team.
Nach der Saison 2004/05 lief Redds Vertrag mit den Bucks aus. Als talentierter junger Spieler wurde Redd von zahlreichen Teams umworben, unter anderem von den Cleveland Cavaliers. Redd entschied sich am 13. August 2005 jedoch für die Bucks, die ihm die höchste Vertragssumme bieten konnten.
Am 11. November 2006 erzielte Redd gegen die Utah Jazz mit 57 Punkten einen Karriererekord. In dieser Saison erzielte Redd mit 26,7 Punkten pro Spiel den dritthöchsten Punktedurchschnitt der Saison nach Kobe Bryant und Gilbert Arenas.
Am 25. Januar 2009 erlitt er eine schwere Knieverletzung, so dass die Saison für ihn beendet war. Er kehrte für die Saison 2009–10 wieder zurück, verletzte sich jedoch am 10. Januar 2010 erneut am Knie, so dass er nur 18 Spiele für die Bucks absolvieren konnte. Nach 14 Monaten Verletzungspause kehrte Redd am 28. März 2011 wieder in die NBA zurück. Er absolvierte dabei 10 Spiele und erzielte dabei 4,4 Punkte pro Spiel.
Am 29. Dezember 2011 unterschrieb Redd einen Einjahresvertrag bei den Phoenix Suns. Für die Suns erzielte er in 52 Spielen 8,2 Punkte.
Im Herbst 2013 erklärte Redd seinen Rücktritt von Profisport. In seiner zwölfjährigen Laufbahn erzielte er 19,0 Punkte, 3,8 Rebounds und 2,1 Assists pro Spiel.

## Team USA

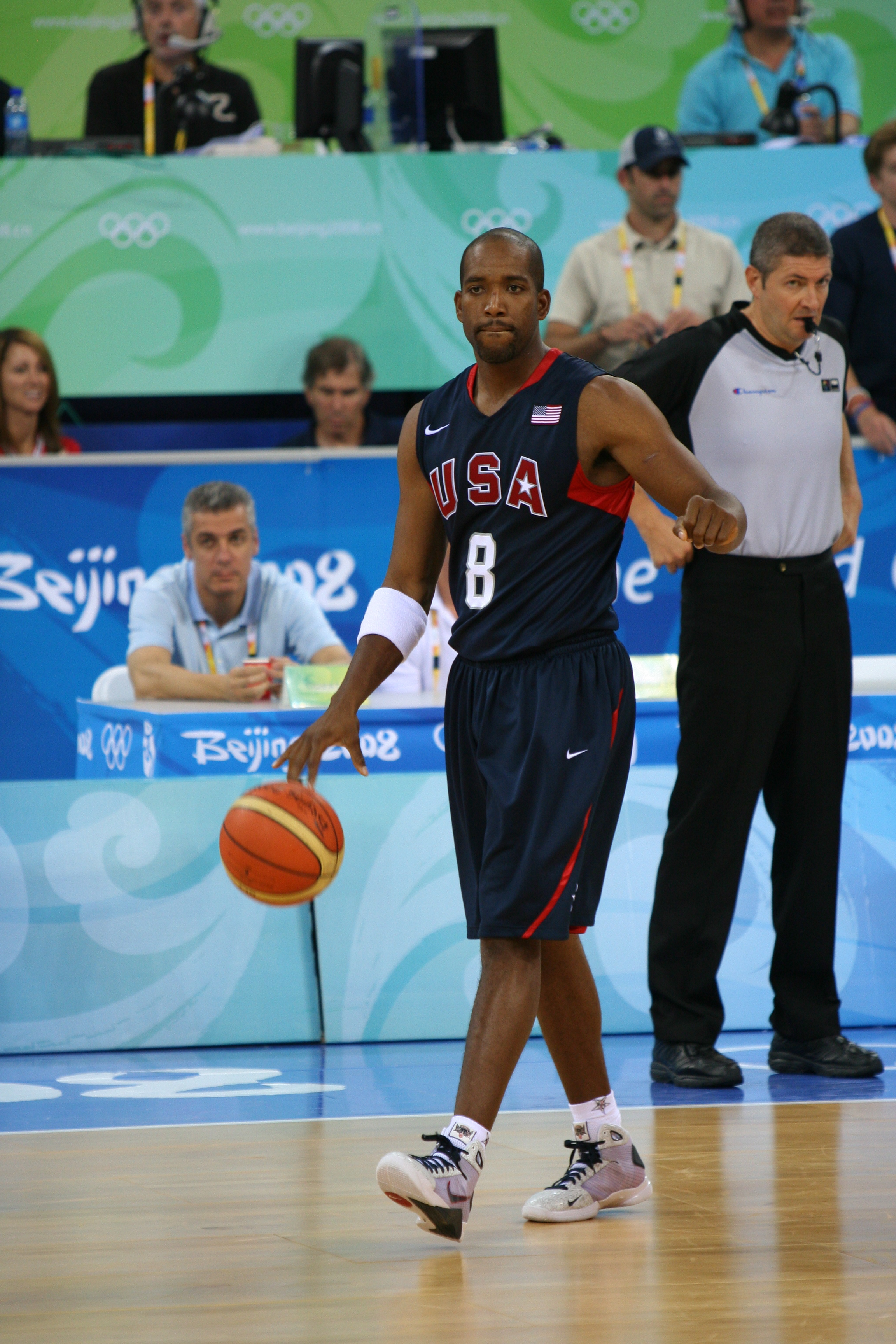
Redd bei den Olympischen Spielen 2008

Seit 2007 spielt Redd für die Basketballnationalmannschaft der Vereinigten Staaten. In der Nationalmannschaft erreichte er im Schnitt über 15 Punkte. Bei der Olympiaqualifikation 2008 stellte er gegen das Team von Puerto Rico einen neuen Rekord auf, denn er erzielte die meisten 3-Punkte Treffer in einem Spiel für das US-Team.